# Dial Meg for Murder
Dial Meg for Murder (titulado Meg, el crimen perfecto en España y Con "M" de Meg en Hispanoamérica) es el undécimo episodio de la octava temporada de la serie de televisión animada Padre de familia. Fue emitido el 31 de enero de 2010 (Exactamente 11 años después de su primer episodio). El episodio trata acerca de Meg quien se enamora de un prisionero en la cárcel local.
Con el tiempo acaba escondiendo al fugitivo en la casa de la familia Griffin, sin embargo, y es condenado y enviado a la cárcel. Después de regresar a casa, ella se convierte en un criminal sin escrúpulos que continuamente tortura a su familia. Al iniciar una vida lejos de casa, Meg ve el artículo de la revista que Brian escribió sobre ella. Por tanto Meg regresa a casa y agradece a Brian. Mientras tanto, su padre, Peter intenta ganar un concurso de rodeo del campeonato local, aunque sea haciendo trampa, que saca lo mejor de él después de haber sido violadas por el toro que él cabalga.
El episodio fue escrito por Alex Carter y Andrew Goldberg, y dirigida por Cyndi Tang-Loveland. Ha recibido críticas en su mayoría positivas por su historia, y las referencias culturales, además de recibir críticas por parte del Consejo de Padres para la Televisión. De acuerdo con Nielsen Ratings, fue visto en 6,21 millones hogares en su emisión original. El episodio contó con actuaciones de invitados de Dave barco, Chen Peter, Chace Crawford, Guaty Camille, Victor J. Ho, Allison Janney, Rachael MacFarlane, y Lisa Wilhoit junto con varios actores invitados recurrentes de voz para la serie. Se anunció por primera vez en el "San Diego Comic-Con International 2009". "Dial Meg for Murder" fue lanzado a DVD junto con otros 10 episodios de la temporada el 13 de diciembre de 2011, Este es uno de los pocos episodios, que después de la Anexo:Segunda temporada de Padre de familia que utilizaran la palabra "muerte".

## Argumento
Cuando en las noticias anuncian un concurso de rodeo local en Quahog, Peter decide participar en el concurso.Él entrena con Chris y Meg de varias maneras, tales como el uso de Chris como un caballo salvaje, o Peter atrapando a Meg para ponerle su marca, aunque se entera de que el alcalde West ya lo hizo, que la lleva lejos. Sin embargo, durante la competencia rápidamente se cae de su toro antropomorfo, y termina siendo violado, fuera de la pantalla, por el toro.
Mientras eso ocurre, Brian se encuentra con la editora de Teen People (Allison Janney), que le da un trabajo de escribir un artículo sobre la chica estadounidense promedio. Cuando él comienza a seguir y espiar a Meg con Stewie para la investigación, descubren que se ha enamorado de un hombre en la cárcel llamado Luke (Chace Crawford), a quien conoció a través de un proyecto escolar.
Después de que Brian revela el secreto de Meg a Peter y Lois, quienes no quieren que vuelva a ver a luke, pronto él se escapa de la cárcel durante un motín y trata de esconderse en la casa de los Griffin. Cuando Brian llega a la habitación de Meg para disculparse por lo que le hizo a ella, se da cuenta de que luke esta en la casa, en eso entra Peter, quién al no saber quien era el hombre con uniforme de preso se dirigió hacia su TV Guide para así enterarse la trama del episodio. Como Lucas se escapa por la ventana, Peter avisa a Joe, que aprehende a Luke. Joe también arresta a Meg para albergar a un fugitivo, y ella es enviada a prisión. A partir de entonces no se ve a Luke en el resto del episodio.
Tres meses más tarde, Meg regresa a casa con la mente y la actitud de un criminal endurecido, con un nuevo aspecto de matona. Inmediatamente comienza abusando a su familia, toma represalias a los muchos años de abuso que había sufrido en virtud de ellos, como cuando golpea a Peter por ser el mayor y más fuerte de la familia y violándolo en la ducha, aparte del uso de la camisa de su madre, como papel higiénico (manteniendo al mismo tiempo un "cubeta de deschecho fecales" al lado de su cama y se niega a vaciarla hasta que se llena). Además, sigue los hábitos que recogió en la cárcel, y golpea a los niños que se burlan de ella en la escuela (en concreto Connie D'Amico y sus amigos los golpea con una bolsa llena de latas de refresco llenas, dejando a 3 chicos con heridas en los cráneos y un "beso de lengua" con Connie después) por la que se suspende. Queriendo empezar una nueva vida lejos de casa, Meg secuestra a Brian en su coche y lo amenaza con una pistola para conducir a la farmacia de Mort así que ella puede robarle. Brian, sin embargo, le muestra el artículo que escribió, en la que describe como  "por mucho la más dulce y más amable" que la chica estadounidense típica. Y así descubre que Brian se preocupa por ella. Meg cambia su opinión y se dirige a casa, en donde hace un comentario que para peter se le hace de mal gusto.